# Куршумли хан
Куршумли хан је хан који се налази у Старој скопској чаршији у Скопљу, Северна Македонија.

## Етимологија
Због оловног крова (олово се на турском назива куршум (тур. Kurşun) је назван Куршумли.

## О хану
Претпоставља се да је изграђен на темељима неке старије грађевине. Постоје извори у којима се наводи да је овај хан задужбина Муслихедин Абдул Ганија, познатог и као Мујезин хоџа Ал Медини. У једном периоду своје историје хан је био претворен у затвор.

## Галерија
- Куршумли хан након земљотреса 1963. године